# جيمس بارسونز
جيمس بارسونز (بالإنجليزية: James Parsons)‏ هو لاعب اتحاد الرغبي نيوزيلندي، ولد في 27 نوفمبر 1986 في بالميرستون نورث في نيوزيلندا.

## وصلات خارجية
- جيمس بارسونز عل موقع إسبنسكروم (الإنجليزية)
- جيمس بارسونز على موقع ItsRugby.co.uk (الإنجليزية)